# 天壇護安宮
24°01′27″N 120°32′23″E / 24.024192°N 120.539723°E
天壇護安宮，舊名「護安宮」，早年稱為王公廳、王公廟，為一座位於臺南市新化區東榮里主祀護國尊王的廟宇，為新化「降內八保七廟」之一，這七廟也被認為是七星，在風水上有「七星墜地」格局之說。因為後來增設了「天壇」，廟名才加上天壇二字，且被人稱作是新化的天公廟。

## 沿革

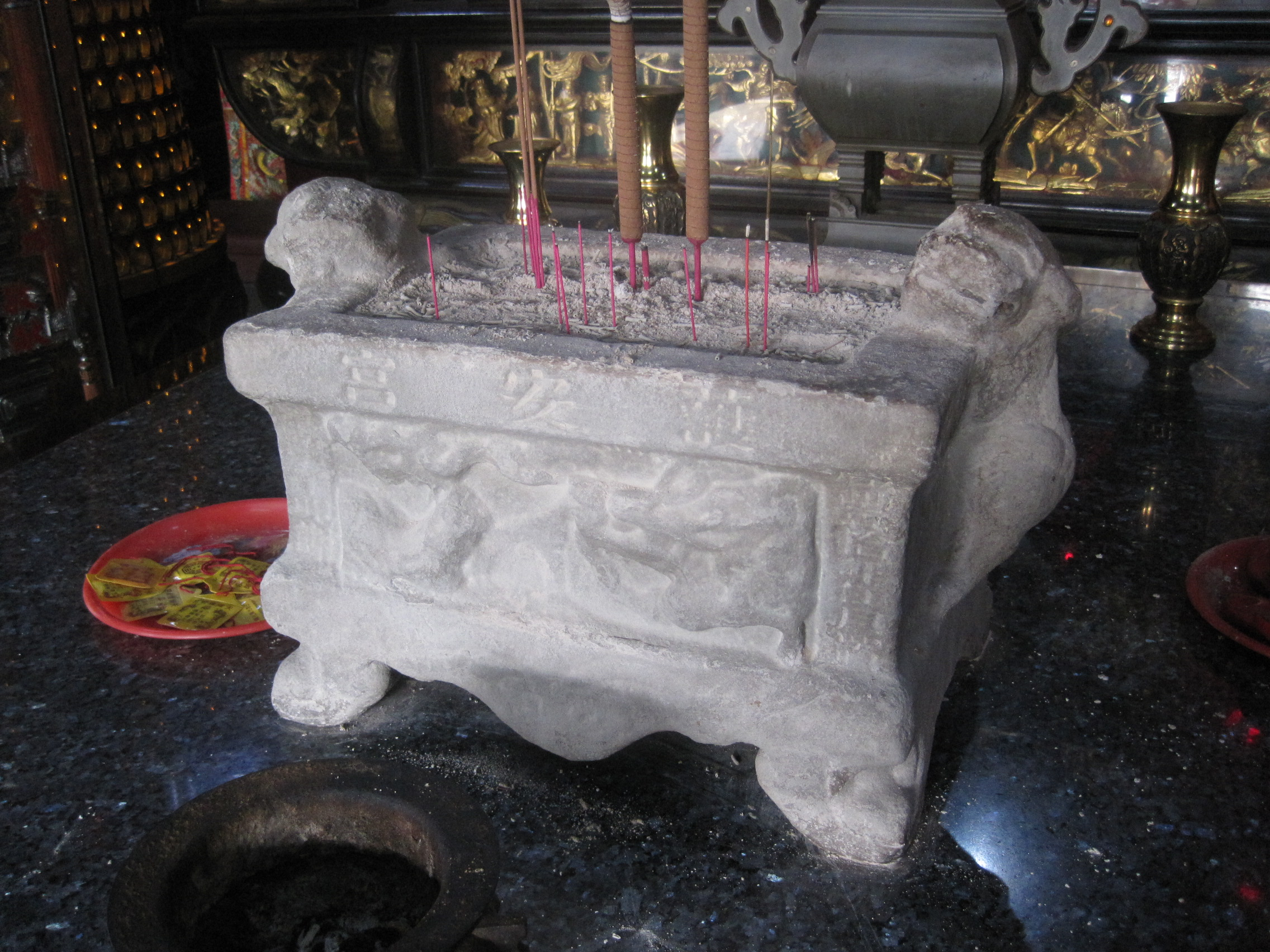
古香爐

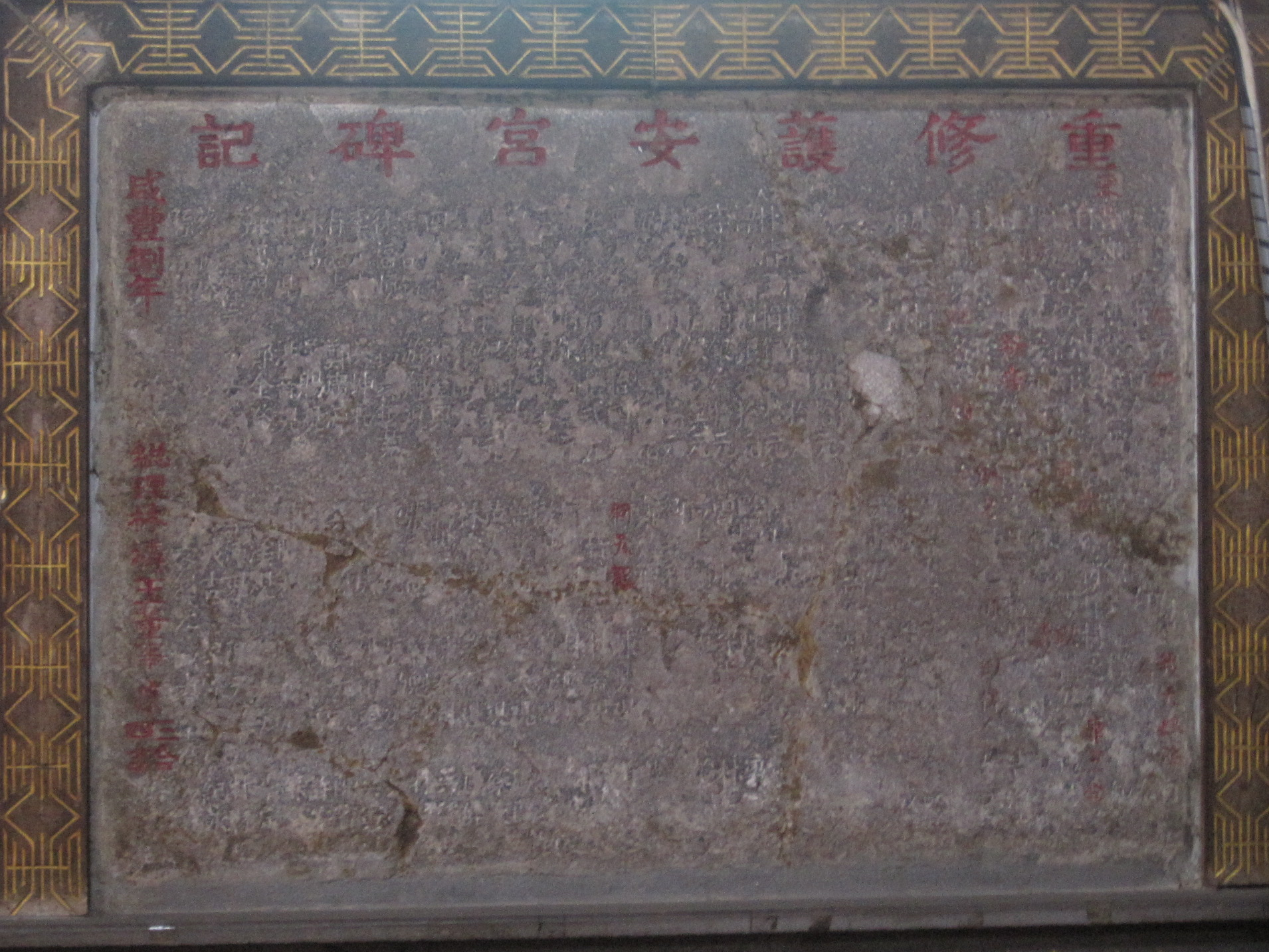
重修護安宮碑記

天壇護安宮的由來有兩種說法，其一是分祀自永康大灣廣護宮，創建於清道光六年（1827年）。另外一種則是鄭成功的某謝姓部將神尊從福建省漳州府龍溪縣奉迎到大目降的「營盤後」，以爐主的形式輪祀。而後可能在康熙年間有建廟，清代《續修臺灣縣志》（1807年）已有記載此廟為「謝東山廟」，在乾隆二十九年（1764年）有里人姚興邦等倡修，乾隆五十九年（1794年）又有陳光妙等人復修。道光六年（1826年）則是廟宇遷到現址並建城更具規模的廟宇之年代。
第一種說法可見於《臺灣省臺南縣市寺廟大觀》（1963年）一書，另據陳宏田〈大灣廣護宮歷科醮事史及丙戌年五朝慶成祈安清醮略記〉一文，天壇護安宮廟方在得知《續修臺灣縣志》的記載後，推斷該廟創建可追溯到清初而否定分香自大灣廣護宮的說法。吳明勳、洪瑩發《臺南王爺信仰與儀式》一書表示因為缺乏文獻史料記載，無法推定兩廟神尊之間是否有分靈關係，但可確定是兩廟神尊的由來都可追溯到福建漳州府龍溪縣，且都由謝姓人士迎奉來臺。
咸豐四年（1854年），護安宮擴建。咸豐八年（1858年）立有「重修護安宮碑記」，記載康三合捐重資修廟之事。光緒十三年（1887年），護安宮建醮時發生火災，之後在光緒十五年（1889年）重建。有民間傳說當地原本基於某種因果有火災之報應，是護國尊王不忍信徒受災，才讓廟宇替信徒擋災燒掉。
臺灣日治時期，廟體曾受到皇民化運動的影響而遭毀壞。二次大戰結束後，護安宮在民國45年（1956年）重建，於該年春天動工，秋季落成。民國69年（1980年）因為廟基低窪、建築老舊等因素再次發起重建，此次重建使廟宇變成三層樓建築，於民國73年（1984年）竣工。此次重建廟方於二、三樓增設「天壇」，在二樓供奉三官大帝，三樓供奉玉皇大帝。
民國87年（1998年）1月11日，護安宮召開信徒大會，廢除管理人制改組管理委員會，同時因有增設「天壇」之故將廟名加冠「天壇」二字成為「天壇護安宮」。民國90年（2001年）12月16日，時任主任委員許清松無意間於三樓發現玉皇大帝的聖牌上顯現出五彩繽紛的神像，而後有不少信徒前來參觀。廟方之後特請新化當地畫家康智從重繪玉皇上帝聖牌神像，供奉於二樓給信眾參拜。

## 祀神
天壇護安宮主祀護國尊王，另有奉祀王媽娘娘、玉皇大帝、謝府元帥、三官大帝、南斗星君、北斗星君、張府天師、關聖帝君、文昌帝君、天上聖母、武財神、五府千歲、盧德爺、韓清爺、註生娘娘、福德正神、八家將、中壇元帥等神祇。

## 宗教活動
- 農曆正月初九天公生
- 農曆十一月二十五日 護國尊王聖誕
- 大目降十八嬈

## 其他
天壇護安宮所在的東榮里旁有「護國里」，里名據說即是來自於天壇護安宮

## 外部連結
- 天壇護安宮的Facebook專頁